# Сборная Танзании по футболу
Сбо́рная Танза́нии представляет Танзанию на международных футбольных турнирах и в товарищеских матчах. Управляющая организация — Федерация Футбола Танзании. Является членом ФИФА и КАФ с 1964 года. Занзибар, который является частью Танзании, хоть и является ассоциированным членом КАФ, не имеет права участия в ЧМ и Кубке Африки, однако, в остальных турнирах на уровне сборных и клубов выступает обособленно.

## История
Сборная Танзании является довольно средней по силам командой, которая ни разу не отбиралась на ЧМ и всего лишь раз участвовала в финальной части Кубка Африки. Произошло это событие в 1980 году в Нигерии. «Звёзды Нации» проиграли будущим чемпионам нигерийцам 1:3, египтянам 1:2 и свели к ничьей поединок со сборной Кот-д’Ивуара — 1:1. Как результат — последнее место в группе. Более никаких весомых достижений у сборной Танзании не имеется, если не считать региональное соревнование — Кубок Восточной и Центральной Африки — в котором танзанийцы трижды становились победителями.

## Чемпионат мира
- 1930 — 1970 — не принимала участия
- 1974 — не прошла квалификацию
- 1978 — снялась с соревнований
- 1982 — не прошла квалификацию
- 1986 — не прошла квалификацию
- 1990 — не принимала участие
- 1994 — снялась по ходу квалификаций
- 1998 — 2022 — не прошла квалификацию

## Кубок Африканских Наций
- 1957 — 1965 — не принимала участие
- 1968 — снялась по ходу квалификации
- 1970 — не прошла квалификацию
- 1972 — не прошла квалификацию
- 1974 — не прошла квалификацию
- 1976 — не прошла квалификацию
- 1978 — не прошла квалификацию
- 1980 — групповой этап
- 1982 — снялась с соревнований
- 1984 — не прошла квалификацию
- 1986 — снялась по ходу квалификации
- 1988 — не прошла квалификацию
- 1990 — не прошла квалификацию
- 1992 — не прошла квалификацию
- 1994 — снялась по ходу квалификации
- 1996 — не прошла квалификацию
- 1998 — не прошла квалификацию
- 2000 — не прошла квалификацию
- 2002 — не прошла квалификацию
- 2004 — снялась по ходу квалификации
- 2006 — 2017 — не прошла квалификацию
- 2019 — групповой этап
- 2021 — не прошла квалификацию
- 2023 — групповой этап

## Достижения
Кубок Восточной и Центральной Африки
- Чемпион — 3 раза (1974, 1994, 2010)
- Финалист — 5 раз (1973, 1980, 1981, 1992, 2002)